# آسیاب شماره ۴ تل بابونه
آسیاب شماره ۴ تل بابونه مربوط به سده‌های متاخر دوران‌های تاریخی پس از اسلام است و در شهرستان کهگیلویه، بخش چرام، دهستان چرام، ۱ کیلومتری جنوب غربی روستای تل بابونه واقع شده و این اثر در تاریخ ۱۸ شهریور ۱۳۸۷ با شمارهٔ ثبت ۲۳۳۳۹ به‌عنوان یکی از آثار ملی ایران به ثبت رسیده است.